# Cattedrale dell'Assunzione di Maria Vergine (Aguascalientes)
La cattedrale dell'Assunzione di Maria Vergine è la chiesa cattedrale della Diocesi di Aguascalientes, in Messico.

## Storia
La pianta originale era a croce latina, con una sola nave e due crociere. Successivamente fu ampliata a tre navate con l'intervento dell'architetto autodidatta Refugio Reyes Rivas. Lo stile dominante è il barocco. L'edificio è realizzato con pietra rosa.
All'inizio la cattedrale possedeva una sola torre campanaria. La seconda fu aggiunta tra il 1943 e il 1946.
L'interno è decorado secondo i canoni del neoclassicismo, con colonne di ordine ionico.